# Без тормозов (фильм, 1997)
«Без тормозов» (англ. Trading Favors, другое название Do Me a Favor) — американская криминальная драма Сондры Локк 1997 года с Розанной Аркетт и Девоном Гаммерсоллом в главных ролях.

## Сюжет
Приятели вытаскивают Линкольна из дома, чтобы тот помог купить им алкоголь. Несмотря на документы Линкольна, продавец отказывается продавать ему спиртное. Неожиданно ему на помощь приходит некая симпатичная женщина. Она покупает алкоголь и вызывается ехать с Линкольном и его друзьями к ним на вечеринку. Линкольн просится домой, так как его там ждёт семейный ужин. Симпатичная незнакомка, которую зовут Алекс, вызывается отвезти его на BMW его друзей, а затем она вернётся к ним для продолжения вечеринки. На деле же ей просто нужна машина, чтобы поехать куда-то по своему маршруту, но поскольку она не собирается её угонять, то ей нужен и Линкольн, чтобы он потом пригнал машину назад своим друзьям.
Женщина и молодой парень отправляются в путешествие куда-то загород. Алекс по пути ворует деньги в магазинах. Она вскользь упоминает о своей сложной жизни. Женщину разыскивает полиция, у патрульных на дорогах есть её портрет. Линкольн в свою очередь рассказывает ей свою историю. У него был старший брат, которого ему всегда ставили в пример, а потом тот покончил с собой. Теперь Линкольн должен идти в колледж, в который должен был идти его брат. Сам он не хочет этого делать, но и жить в одном доме с отцом и матерью ему эмоционально тяжело. Мама теперь круглый год ждёт Рождество и поёт рождественские песни. За время поездки Линкольн привязывается к Алекс, между ними образуется даже интимная связь.
Наконец пара прибывает на конечную точку маршрута. Оказывается, что Алекс ехала в родительский дом. Там живёт её больная мама, с которой они очень сложно общаются. Алекс уже давно покинула родной дом, но теперь она собирается уехать из страны в Европу, а перед отъездом хотела бы навестить маму. Алекс везёт маму в больницу, а Линкольн остаётся ждать её дома. В этот момент туда наведывается бывший подельник Алекс Тедди, от которого та хотела бы избавиться.
Тедди вырубает Линкольна, а на Алекс, когда та возвращается, одевает наручники. Затем он куда-то их везёт на своей машине. По дороге Тедди останавливается у магазина, чтобы купить сигареты. В этот момент на странную компанию обращает внимание полицейский. Завязывается перестрелка. Тедди удаётся смертельно ранить Алекс. Линкольн отвозит её тело к ней домой и оставляет там на кровати. Он забирает машину своего друга и отправляется домой. Несмотря на то, что ещё не закончилось лето, его дом уже украшен рождественскими украшениями, а внутри установлена ёлка. Линкольн рассказывает маме, что не подавал документы в колледж.
Мама хочет эгг-ног и, несмотря на поздний час, они вместе с Линкольном отправляются в магазин. У магазина девочки-подростки просят Линкольна купить им алкоголь.

## В ролях
- Розанна Аркетт — Алекс Лэнгли
- Девон Гаммерсолл — Линкольн Мюллер
- Джордж Дзундза — Уоллес Мюллер
- Джули Ариола — Джуди Мюллер
- Фрэнсис Фишер — библиотекарша
- Джейсон Харви — Энди
- Крэйг Най — Бобби
- Дьюк Валенти — байкер
- Чад Лоу — Марти
- Саатико — Рози
- Роландо Молина — Гектор
- Марти Максорли — вышибала
- Пол Херман — бармен
- Аланна Юбак — Кристи
- Ричард Рили — патрульный
- Лин Шэй — Дарла
- Питер Грин — Тедди
- Кьюба Гудинг-младший — продавец

## Приём
Нэйтан Рабин из The A.V. Club пишет, что фильм похож на смесь «Частных уроков» (1981) и «Дикой штучки» (1986). Фильм хаотично перескакивает с одного жанра на другой. Он начинается как туповатая молодёжная комедия, потом становится дорожным приключением про влюблённых, а в конце неубедительной психологической драмой. Персонаж Розанны Аркетт на протяжении фильма проходит через серию каких-то случайных неубедительных трансформаций. Нэйтан отмечает, что довольно грустно наблюдать актрису уровня Розанны Аркетт в подобного рода фильме. Итальянский сайт Spietati указал, что фильм перекликается с «Мальчиком-крысой» (1986), режиссёрским дебютом Сондры Локк. Отмечалась, что основная идея фильма не нова, ранее в том же году вышла «Безжалостная попутчица».